# دبليو دبليو إي سماكداون
دبليو دبليو إي سماك داون برنامج مصارعة تلفزيوني لاتحاد المصارعة الترفيهية العالمية (دبليو دبليو إي WWE). ابتداءً من 1999 وهو يعرض على شبكة WWE NETWORK في الولايات المتحدة والعالم تحت اسم سماك داون ليلة الجمعة (WWE Friday Night SmackDown). ويستعمل اسم العرض للإشارة إلى قسم السماك داون الذي يوجد فيه المصارعين الذين يظهرون في ذلك العرض، توجد برامج واقسام أخرى للـWWE وهي رو وإن إكس تي.

## الشخصيات
- الرئيس: شين مكمان
- المدير العام: بايج
- المعلقين: كوري جريفز , توم فيليبس، بايرون ساكستون

## الأبطال
| اسم الحلبة        | الاسم الحقيقي           | ملاحظات                               |
| ----------------- | ----------------------- | ------------------------------------- |
| إيه جيه ستايلز    | ألن جونز                | بطولة دبليو دبليو إي الولايات المتحدة |
| أيدين إنغليش      | ماثيو ريهوالدت          |                                       |
| الكساندر ولف      | أكسل تيشر               |                                       |
| آندرادي سين ألماس | مانويل أندرادي أوروبيزا |                                       |
| بيج إي            | إيتور إيوين             | بطولة دبليو دبليو إي سماكداون للفرق   |
| سيزارو            | كلاوديو كاستاجنولي      |                                       |
| كريس جيريكو       | كريستوفر ايرفين         | يصارع في الاتحاد الياباني             |
| دانيال براين      | براين دانيلسون          |                                       |
| إبيكو كولون       | أورلاندو كولون          |                                       |
| إيريك يونغ        | جيريمي فريتز            |                                       |
| هاربر             | جون هوبر                |                                       |
| جيف هاردي         | جيفري هاردي             |                                       |
| جاي أوسو          | جوشوا فاتو              |                                       |
| جيمي أوسو         | جوناثان فاتو            |                                       |
| كارل أندرسون      | تشاد أليجرا             |                                       |
| كيليان داين       | داميان ماكل             |                                       |
| كوفي كينغستون     | كوفي ساركودي-مينساه     | بطولة دبليو دبليو إي سماكداون للفرق   |
| لوك غالوز         | أندرو هانكنسون          |                                       |
| ذا ميز            | مايكل ميزانين           |                                       |
| بريمو كولون       | إدوين كولون كوتس        |                                       |
| أر ثروث           | رون كلينغز              |                                       |
| راندي اورتن       | راندل اورتن             |                                       |
| رون               | جوزيف رود               | مصاب في عضله                          |
| روسيف             | ميروسلاف بارناسيشيف     |                                       |
| ساموا جو          | نوفولو سينوا            |                                       |
| شيمس              | ستيفن فارلي             |                                       |
| شيلتون بنجامين    | شيلتون بينجامين         |                                       |
| شينسوكي ناكامورا  | شينسكي ناكمورا          | بطولة دبليو دبليو إي الولايات المتحدة |
| سين كارا          | جورج اريس               | مصاب في ركبته اليمني                  |
| تاي ديلنجر        | رونالد ارنيل            |                                       |
| إكزافيير وودز     | أوستن واتسون            | بطولة دبليو دبليو إي سماكداون للفرق   |

## السيدات
| اسم الحلبة  | الاسم الحقيقي         | ملاحظات               |
| ----------- | --------------------- | --------------------- |
| آسكا        | كاناكو أوراي          |                       |
| بيكي لينش   | ريبيكا كوين           | بطولة سيدات سماك داون |
| بيتن رويس   | كاسي ماكنتوش          |                       |
| كارميلا     | ليا فان دايل          |                       |
| شارلوت فلير | أشلي فلير             |                       |
| لانا        | كاثرين بيري           |                       |
| ماندي روز   | أماندا ساكومانو       |                       |
| نايومي      | ترينتي فاتو           |                       |
| نيكي بيلا   | ستيفاني نيكول غارسيا  |                       |
| بيلي كاي    | جيسيكا ماكاي          |                       |
| سونيا ديفيل | داريا بيريناتو        |                       |
| تامينا      | سارونا سنوكا بولامالو |                       |

### حلقة سماك داون بتاريخ 22/7/2011
تبدأ الحلقة بوجود راندي أورتن البطل السابق للوزن الثقيل (بالإنجليزية : بطولة العالم للوزن الثقيل (دبليو دبليو إي))
الذي أخذ يتحدث عن التطورات التي تحدث في اتحاد المصارعة منها عدم وجود بطل (بالإنجليزية :بطولة العالم للدبليو دبليو إي للوزن الثقيل)
ثم ظهر كريستشان بطل العالم في الوزن الثقيل الذي هزم أورتن في بطولة مني ين ذا بانك (بالإنجليزية : Money in the bank) وذلك عندما بصق في وجه أورتن فاشتاظ أورتن غضباً مما أدي إلي استبعاده وأخذ يتحدث إلي أورتن ثم حاول أورتن ضرب كريسشان لكن الحكام وتيدي لونغ مدير سماك داون منعوه لكنه خدعهم وتمكن من ضربه.
و تواجه كريستيان وبطل القارات إيزيكيل جاكسون (بالإنجليزية : Ezekiel Jackson) وفاز كريستيان بعد تنفيذ حركة الكيل سويتش.
وتحدث المذيع مايكل كول الي الفائز في مباراة (بالإنجليزية : Smack down money in the bank) دانيال براين (بالإنجليزية : Danial Bryan) الذي تواجه مع المصارع هيث سلاتر وفاز عليه.
و تواجه كلا من Wade Barrett وشيمس وأنتهت المبارة بأستبعاد كليهما وذلك للمخالفة ثم قام شيمس بركل وايد.
أما الحدث الرئيسي فكان بين راندي أورتن (بالإنجليزية : راندي أورتن) وكاين (بالإنجليزية : Kane)استمرت المبارة نحو 20 دقيقة حاول كلا منهم انتزاع الفوز وذلك بتنفيذ الحركة القاضية لكن كان الفوز من نصيب أورتن الذي استطاع تنفيذ الآر كي أو (RKO) وفاز علي كاين وتصافح الاثنان وغادر أورتن وظهر مارك هنري (بالإنجليزية : Mark Henry) الذي هاجم كاين وأصابه في قدمه، انتهت الحلقة.

### الأغاني الأفتتاحية
| أسم الأغنية باللغة الإنجليزية وترجمتها بالعربية           | غناء               | فترة الأستخدام                                                                             | المراجع               |
| --------------------------------------------------------- | ------------------ | ------------------------------------------------------------------------------------------ | --------------------- |
| "Everybody on the Ground" "الجميع علي الأرض"              | جيم جونستون        | منذ 29 أبريل 1999 حتي 9 أغسطس 2001                                                         | [ 5 ]                 |
| "The Beautiful People ‏" "الناس الجميلة"                   | مارلين مانسن       | منذ 16 أغسطس 2001 حتي 15 مايو 2003                                                         | [ 5 ]                 |
| "I Want It All" "أنا اريدها كلها "                        | Jim Johnston       | منذ 22 مايو 2003 حتي 16 سبتمبر 2004                                                        | [ 5 ] [ 6 ]           |
| "Rise Up (Instrumental)" "أرتفع (اصدار الألات الموسيقية)" | Jim Johnston       | 23 سبتمبر 2004 (أستخدمت فقط لحلقة الذكري الـ5لسماك دون )                                   | [ 5 ]                 |
| "Rise Up" " أرتفع"                                        | Drowning Pool      | منذ 30 سبتمبر 2004 حتي 17 مارس 2006                                                        | [ 5 ] [ 7 ]           |
| "Rise Up 2006" "أرتفع أصدار 2006"                         | Ryan McCombs       | منذ 24 مارس 2006 حتي 26 سبتمبر 2008                                                        |                       |
| "If You Rock Like Me" "لو انت صخرة مثلي "                 | Jim Johnston       | منذ 3 أكتوبر 2008 حتي 25 سبتمبر 2009                                                       | [ 5 ]                 |
| "Let It Roll" " دعها تدور"                                | Divide the Day     | منذ 2 أكتوبر 2009 حتي 24 سبتمبر 2010                                                       | [ 5 ]                 |
| "Hangman" " الجلاد"                                       | Rev Theory         | منذ 2009 حتي 2013 (بعض الحلقات)                                                            | [ 5 ]                 |
| "Know Your Enemy ‏" "أعرف عدوك"                            | غرين دي            | منذ 1 أكتوبر 2010 حتي 19 أكتوبر 2012                                                       | [ 5 ]                 |
| "Born 2 Run" " مولود لأجري"                               | 7Lions             | منذ 26 أكتوبر 2012 حتي 4 أبريل 2014                                                        | [ 5 ]                 |
| "This Life" " هذه الحياة"                                 | CFO$               | 4 أبريل 2014 حتي 9 يناير 2015 : شملت هذه الأغنية أستخدام موسيقي ديلان أوينز كأضافة للأغنية | [ 5 ]                 |
| "Centuries" " قرون"                                       | فول آوت بوي        | 10 أكتوبر 2014 (أستخدمت فقط لحلقة الذكري الـ 15لسماك دون )                                 | [هل المصدر موثوق به؟] |
| "Black and Blue" " أسود وأزرق"                            | CFO$               | منذ 15 يناير 2015 حتي 19 يوليو 2016                                                        | [ 11 ]                |
| "Take a Chance" "خذ فرصة "                                | CFO$               | منذ 26 يوليو 2016 حتي 24 سبتمبر 2019                                                       | [ 12 ]                |
| “Victorious” " أنتصارت "                                  | بانيك! آت ذا ديسكو | 16 أكتوبر 2018 (أستخدمت فقط لحلقة سماك دون الـ 1000)                                       |                       |
| "Are You Ready ‏"1" هل أنت مستعد ؟ "                       | أيه سي/دي سي       | منذ 4 أكتوبر 2019 حتي الآن                                                                 | [ 13 ]                |

## روابط خارجية
- دبليو دبليو إي سماكداون على موقع IMDb (الإنجليزية)
- دبليو دبليو إي سماكداون على موقع كينوبويسك (الروسية)
- دبليو دبليو إي سماكداون على موقع قاعدة بيانات الفيلم (الإنجليزية)